# Scaramouche (Darius Milhaud)
Scaramouche, Op. 165 es una célebre suite para saxofón y orquesta del compositor Darius Milhaud. Fue escrita hacia 1937 a partir de un borrador del compositor de 1917. Compuesta originalmente para saxofón y orquesta, posteriormente haría una reducción para piano y saxofón, que ganaría cierta popularidad; así fue cómo Milhaud presentó con notable éxito la pieza a sus amigos de Les Six. Más adelante (1939) hizo un arreglo para clarinete, aunque sin éxito. También había realizado una versión para dos pianos (Op.165b) en 1937. Es una de las piezas más conocidas de su compositor.

## Movimientos
La pieza es una suite común, pero destaca por el uso inusual de las tonalidades, diferentes en cada movimiento. Sus movimientos son:
- I. Vif; Primer movimiento, en do mayor.
- II. Moderé; Segundo movimiento, en si bemol mayor. A veces se le refiere a él como Moderato.
- III. Brasileira; Es el tercer y último movimiento, escrito en fa mayor. A veces se le refiere como Brazileira y más infrecuentemente como Tempo di Brasileira e incluso Tempo di Brasileira Allegro assai. Es quizá el movimiento más conocido.

## Música
La música sigue una estructura al principio clásica pero después adquiere un carácter popular, sobre todo en el tercer movimiento. El segundo movimiento es una inusual manifestación del compositor del impresionismo, y muy moderado.
- Datos: Q737998